# Herrscherin der Wüste
Herrscherin der Wüste (Originaltitel: She) ist ein 1965 uraufgeführter Spielfilm mit Ursula Andress in der Hauptrolle. Der Film basiert auf dem zuvor schon mehrfach verfilmten Roman Sie von H. Rider Haggard.

## Handlung
Anfang des 20. Jahrhunderts entdeckt eine Expedition eine alte, verschollen geglaubte Zivilisation, die von der angeblich unsterblichen Ayesha angeführt wird. Diese sieht in einem Teilnehmer der Expedition die Reinkarnation ihres früheren Geliebten und möchte ihn einem Ritual unterziehen, um seine Jugend zu erhalten und mit ihm zusammen ewig leben zu können. Unterdessen kommt es zum Kampf ihrer Truppen mit einem umliegenden Stamm, der bisher durch Geiselnahme in Schach gehalten worden war. Die Soldaten der Herrscherin unterliegen in einem mörderischen Kampf den schlecht ausgerüsteten, aber zu allem entschlossenen Angreifern.

## Kritiken
„Eine in Inhalt, Form und Besetzung gleichermaßen entwaffnend naive Wiederverfilmung des fantastischen Romans vom Autor der „Quartermain“-Serie. Haarsträubender Trivialunsinn von unfreiwillig erheiternder Note.“

## Veröffentlichungen
Herrscherin der Wüste entstand ab 1964 und erlebte seine britische Premiere am 18. April 1965. In der Bundesrepublik Deutschland wurde der Film am 22. Juli 1965 erstaufgeführt. Am 10. April 1994 lief er erstmals im deutschen Fernsehen auf PRO 7.

## Neuverfilmung aus dem Jahr 2001
Im Jahr 2001 kam unter der Regie von Timothy Bond eine Neuverfilmung unter dem Titel She – Who Is to Be Obeyed (dt. Titel: She – Herrscherin der Wüste) in die Kinos, mit Ian Duncan (als Leo), Ophélie Winter (als Ayesha), Marie Bäumer (als Roxane) und anderen. Die deutsche Schauspielerin Marie Bäumer spielt darin die zweite weibliche Hauptfigur Roxane, eine Kriegerin des Waldvolkes, die sich in Leo verliebt – und umgekehrt – und zwei Mal sein Leben rettet, wie er dann gegen Ende auch das ihre.

## Synchronisation
Es existieren zwei deutsche Synchronfassungen. Die erste entstand im MGM Synchronisations-Atelier, Berlin. Michael Günther schrieb das Dialogbuch und führte Regie.
| Rolle                                | Darsteller       | Synchronsprecher (Kino 1965) | Synchronsprecher (TV 1994) |
| ------------------------------------ | ---------------- | ---------------------------- | -------------------------- |
| Ayesha (Sie-der-man- gehorchen-muss) | Ursula Andress   | Ilse Kiewiet                 | Marina Krogull             |
| Major Ludwig Horace Holly            | Peter Cushing    | Friedrich Schoenfelder       | Lothar Blumhagen           |
| Job                                  | Bernard Cribbins | Dieter Kursawe               | Jörg Hengstler             |
| Sir Leo Vincey                       | John Richardson  | Klaus Kindler                | ?                          |
| Billali                              | Christopher Lee  | Rolf Schult                  | Leon Boden                 |
| Haumeid                              | André Morell     | Martin Hirthe                | Edgar Ott                  |